# Operazioni militari navali sul Lago di Garda nel 1866
Le operazioni militari navali sul Lago di Garda nel 1866 durante la terza guerra di indipendenza consistettero in vari scontri tra la flottiglia e la difesa costiera italiane e austriache per il predominio del Lago tra il 30 giugno e il 20 luglio. La flottiglia austriaca, più modernamente armata e numerosa di quella italiana, impose subito il proprio controllo ostacolando il movimento delle truppe del Corpo volontari italiani di Giuseppe Garibaldi.

## Presupposti
Allo scoppio della guerra con l'impero d'Austria il fronte affidato a Giuseppe Garibaldi si estendeva dalla Svizzera e seguendo la linea di confine con il Trentino, partendo dal Passo dello Stelvio, scendeva al Tonale, al Lago d'Idro e alla Val Vestino, per giungere a Limone sul Lago di Garda fino a Desenzano.
Il confine politico divideva circa a metà, da nord a sud il Lago. La parte occidentale bresciana apparteneva al regno d'Italia, quella orientale veronese e l'estrema parte nord trentina all'Austria.
Garibaldi era intenzionato a penetrare in Trentino attraverso l'unica strada agevole che si presentava, ossia quella della Valle del Chiese. Scardinato il sistema difensivo dei forti austriaci di Lardaro prevedeva di scendere a Tione e poi occupare Trento passando per Stenico e Vezzano, tagliando così le linee di rifornimento delle truppe austriache impegnate nella pianura veneta.
Data la mancanza di una flotta adeguata, il quartier generale garibaldino temendo possibili attacchi da parte della flottiglia o sbarchi sulla costiera bresciana della fanteria austriaca rinforzò, già nei primi giorni del conflitto, con batterie costiere e unità di fucilieri del  2º Reggimento Volontari Italiani, le difese di Gargnano, Maderno, Salò e Portese.
Originalmente era stato pure progettato uno sbarco in forze sulla sponda veronese per prendere alle spalle il grosso delle forze austriache schierate all'interno del quadrilatero, ma vista l'impossibilità di attuazione, date le pessime condizioni in cui si trovava la flottiglia del Garda, questo piano fu ben presto abbandonato.

## Le forze contrapposte

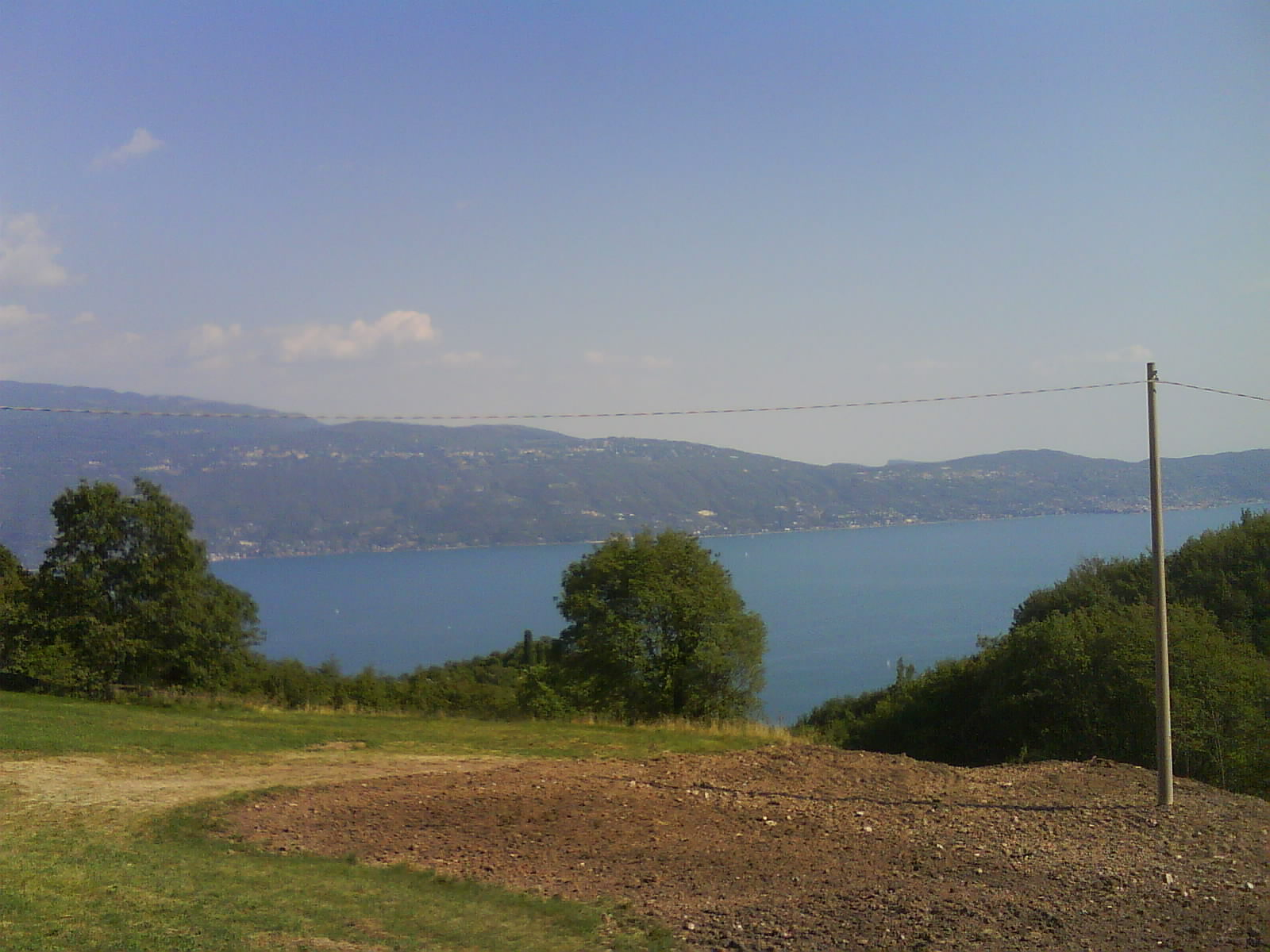
La sponda veronese del Lago di Garda vista da Navazzo di Gargnano

La flottiglia navale italiana aveva il suo quartier generale sulla sponda occidentale bresciana del Lago di Garda, a Salò,  ed il comandante era il tenente colonnello Augusto Elia e capo di stato maggiore il capitano Alberto Mario. Comandante delle truppe di fanteria della zona del Garda, con sede sempre a Salò, era il generale Giuseppe Avezzana. La flottiglia era composta da due pirocannoniere in legno varate dall'Ansaldo, il Solferino e il San Martino, una terza cannoniera a vapore, la Torrione, donata da Napoleone III nel 1859 (vi erano anche le gemelle Frassineto, Castenedolo e Pozzolengo, che all'inizio del conflitto non erano tuttavia in condizioni di efficienza), e il piroscafo a ruote Verbano, ribattezzato poi Benaco.
L'esercito austriaco si avvaleva di un'efficiente flotta, che al comando del capitano di corvetta Moritz Monfroni de Montfort con il quartier generale a Torri del Benaco sulla sponda orientale veronese del Garda e l'appoggio della basi fortificate di Peschiera e Riva del Garda, poteva contare su ben 22 imbarcazioni tra cui: 2 grossi vapori a motore, l'Hess e il Franz Joseph, 6 cannoniere a elica e una dozzina di lance con un armamento complessivo di 62 cannoni e 10 spingarde. Posta sotto gli ordini del comandante della flotta dell'Adriatico, riceveva disposizioni sulla condotta militare da tenersi anche dal comando supremo dell'armata del sud posto a Peschiera.

## Le operazioni
Con l'inizio delle ostilità del 25 giugno, gli Austriaci passarono subito all'offensiva sul Garda con l'intento di ostacolare i movimenti di truppe italiane e, il 30 giugno, portarono un attacco navale con cannoneggiamento alla stazione ferroviaria di Desenzano, nodo cruciale di rifornimento e comunicazione per il Corpo Volontari Italiani di Giuseppe Garibaldi, che causò però dei danni irrilevanti.
Un'azione ben più consistente scaturì il 2 luglio, alle 5 del mattino, quando quattro cannoniere austriache, tra le quali il Generale Hess e il Franz Joseph, bombardarono ripetutamente fino alla sera l'abitato di Gargnano, ove vi era un forte concentramento di garibaldini, provocando danni ingenti alle abitazioni, un morto e otto feriti fra i volontari del 2º Reggimento schierati a sua difesa. La flotta nemica fu poi costretta a ritirarsi sotto il tiro preciso dell'artiglieria italiana che aveva piazzata una batteria nei pressi di Gargnano ed era comandata dal capitano Achille Afan de Rivera.
In risposta, qualche giorno dopo, l'8 luglio, due cannoniere della flottiglia italiana passarono alla controffensiva attaccando un'imbarcazione austriaca che costrinsero a riparare nel porto di Malcesine difeso dall'artiglieria.
La flotta asburgica riprese ben presto l'iniziativa e il 10 luglio si ripresentò nuovamente di fronte a  Bogliaco bombardando la strada ove i volontari avevano piazzato una batteria. L'azione non causò danni significativi se non un grande terrore fra la popolazione civile.
Il fatto d'arme più consistente avvenne il 19 luglio quando il piroscafo Benaco, proveniente da Salò e giunto nei pressi del porto di Gargnano, con al traino lo zatterone Poeta carico di rifornimenti per i volontari operanti sui monti di Val Vestino e di Tremosine, fu improvvisamente attaccato da due cannoniere austriache, la Wildfang e la Schwarzschűtze, che lo costrinsero, benché colpito nella parte prodiera, ad approdare fortunosamente alla banchina e causarono due morti fra i garibaldini arrivati di sostegno al porto.

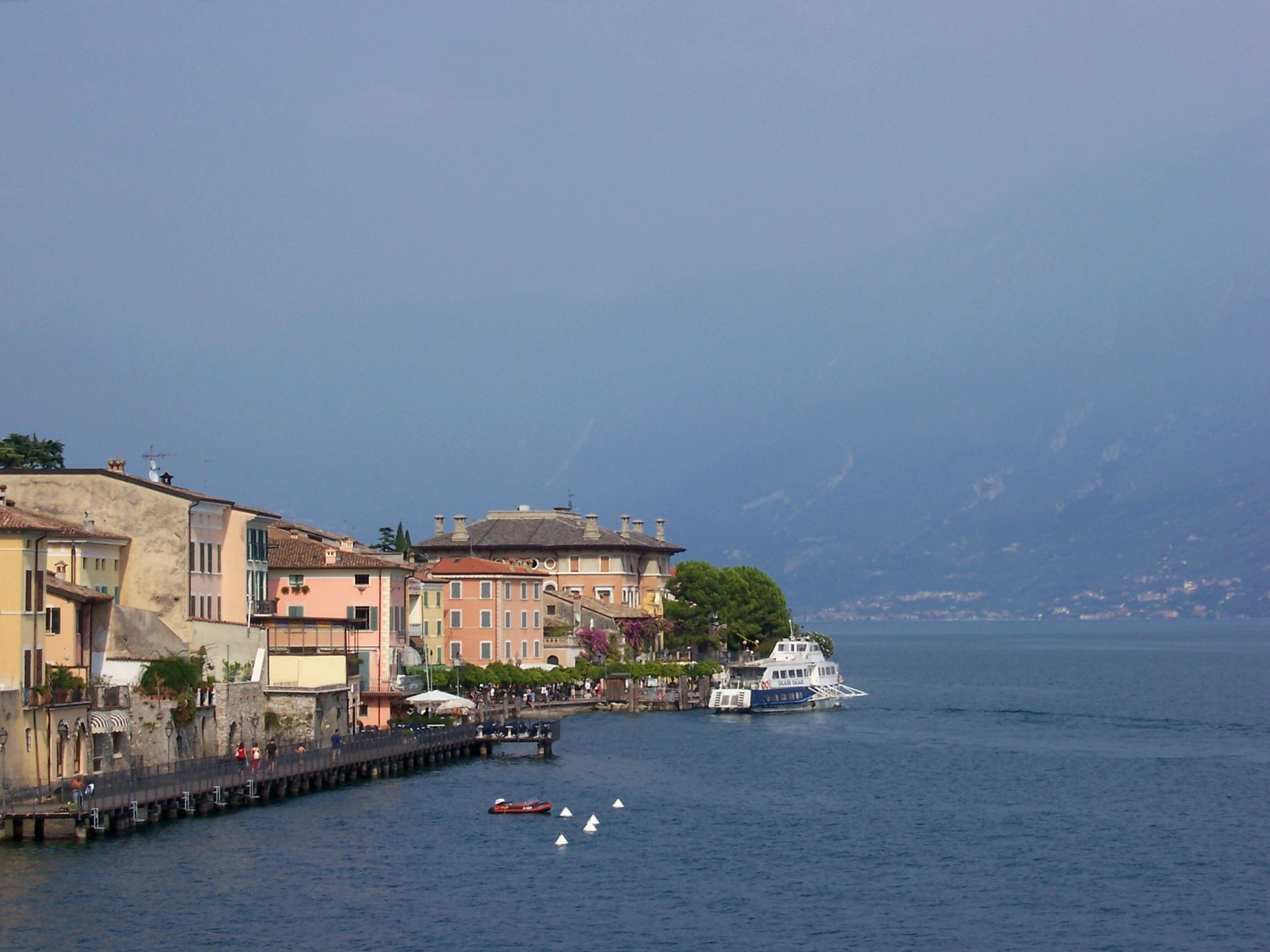
Il porto di Gargnano

All'alba del giorno dopo, il 20, sopraggiunsero di rinforzo da Torri del Benaco altre due cannoniere, la Speiteufel, sulla quale era imbarcato il capitano di corvetta Monfroni de Montfort, e la Kess, che iniziarono un cannoneggiamento di Gargnano causando l'incendio di alcune case e del municipio. Protetti dal tiro della loro artiglieria, gli Austriaci, tramite un canotto armato, si avvicinarono al Benaco, ne tagliarono gli ormeggi e lo trascinarono fino ad una cannoniera, che poi lo rimorchiò fino al porto di Peschiera del Garda.
La popolazione gargnanese temendo un'altra incursione austriaca per il recupero del rimorchio di viveri, portò al largo del porto lo zatterone Poeta e lo affondò di fronte alle quattro cannoniere nemiche.
La sospensione d'armi tra Italia e Austria del 25 luglio e l'armistizio del 12 agosto posero fine ad ogni ostilità.

## Conclusione

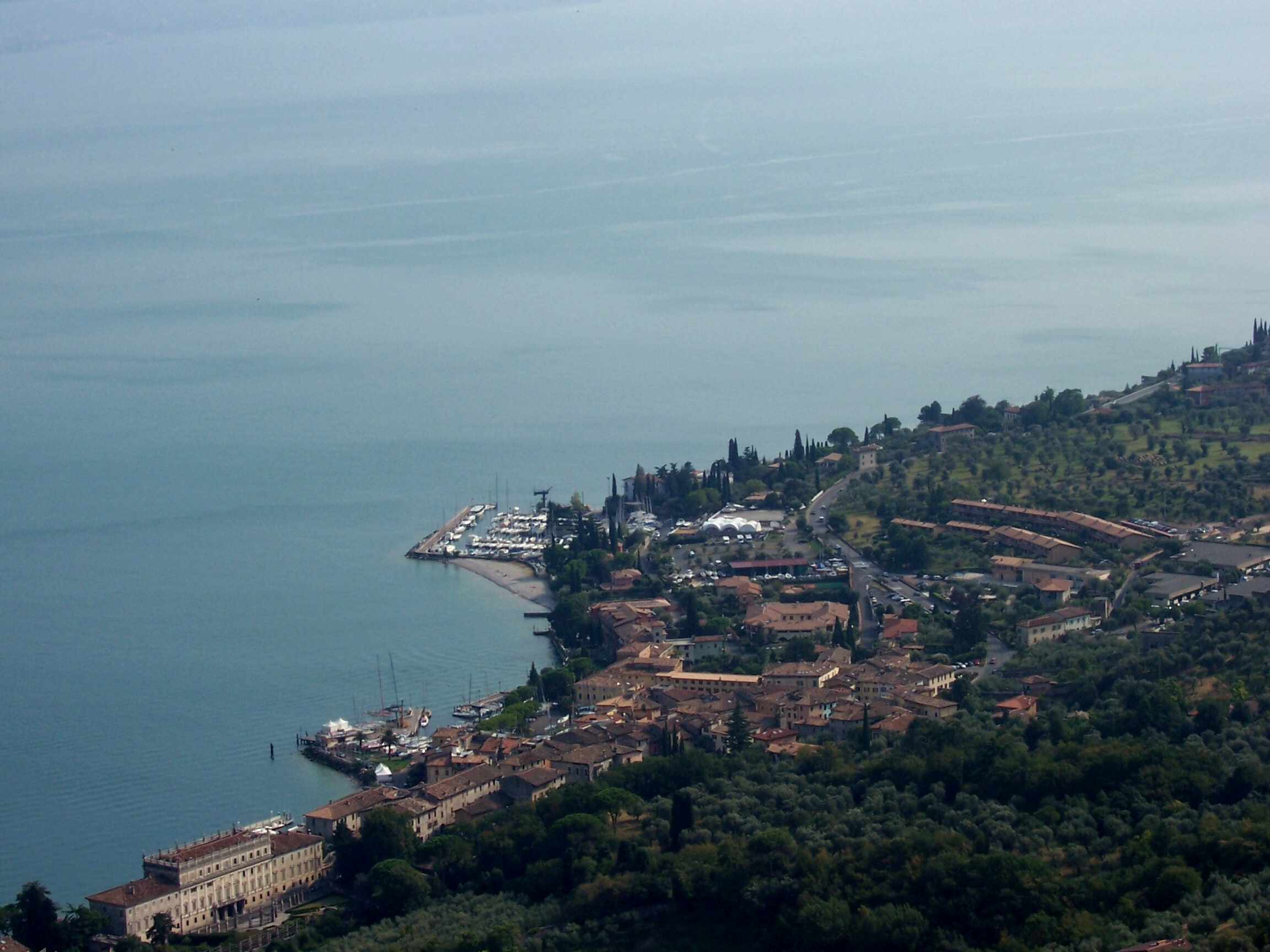
Bogliaco di Gargnano

La flotta austriaca forte delle sue 22 imbarcazioni mantenne sempre il predominio del Lago di Garda ostacolando qualsiasi iniziativa del Corpo Volontari Italiani sulla costiera veronese e impedendo il rifornimento logistico italiano tra i porti di Desenzano, Salò, Gargnano e Limone.
Garibaldi fu così costretto a dislocare tra Salò e Gargnano un reggimento di presidio, prima il 2° poi il 10°, che restò praticamente inattivo per tutta la campagna senza poterlo impiegare nell'offensiva della Valle del Chiese. Inoltre la difficoltà dei rifornimenti via terra lasciò per intere settimane senza viveri e con scarse munizioni il 2º Reggimento Volontari Italiani impegnato nelle operazioni in Valvestino.

## Bibliografia

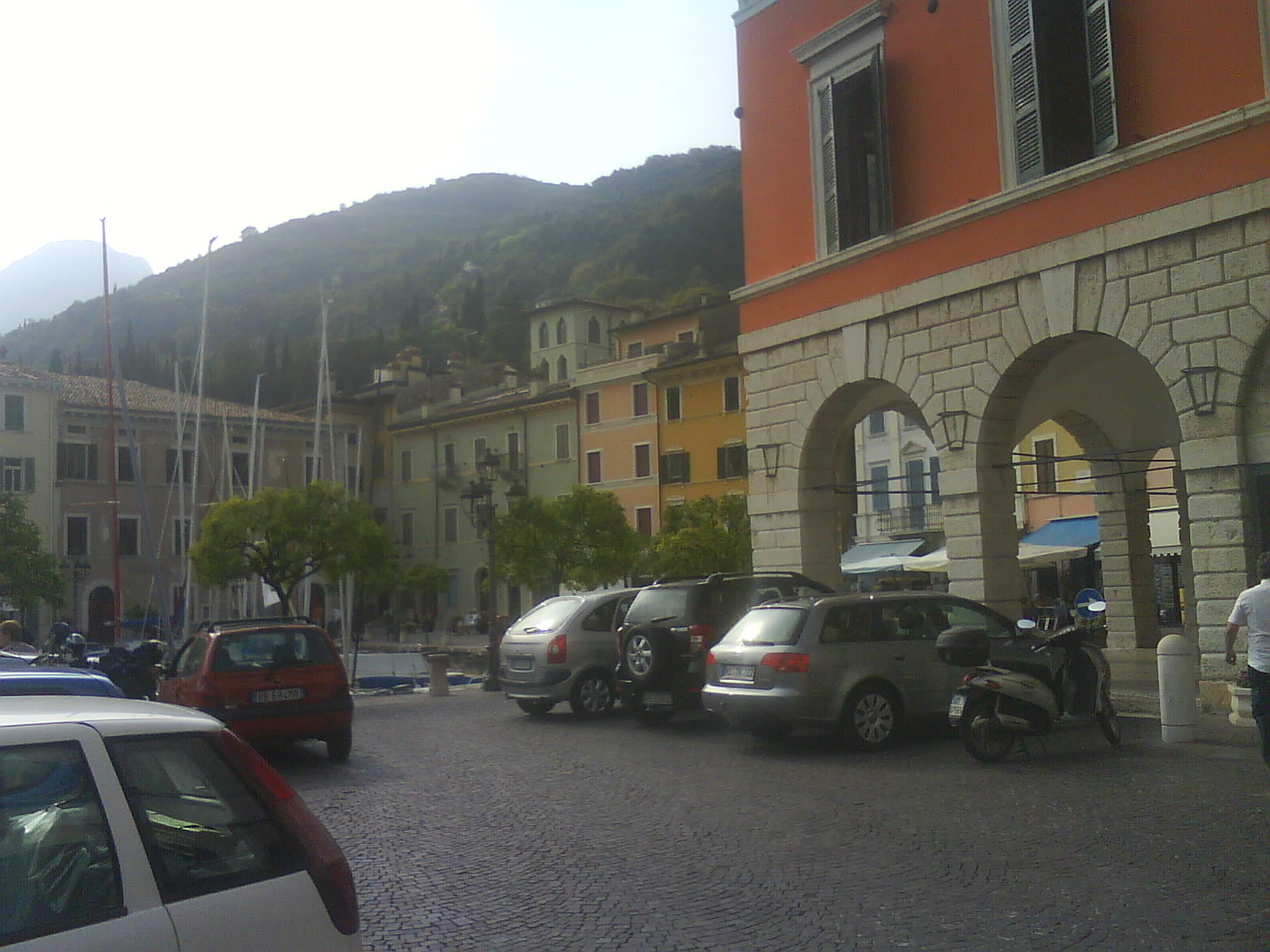
Il porto di Gargnano. A destra in primo piano l'ex municipio, sullo sfondo, nel muro della casa, le palle di cannone